# Amesiella
Amesiella (Schltr. ex Garay 1972) es un género con tres especie de orquídeas epífitas. Se distribuyen por las Filipinas. Cuando no está florida, esta especie se confunde con Tuberolabium. 
Amesiella philippinensis estaba anteriormente agrupada en el género africano  Angraecum debido a su apariencia, pero fue segregada a su propio género por Garay en 1972.

## Distribución y hábitat
Se distribuyen en las Filipinas. En zonas de vegetación abundante y clima cálido húmedo.

## Descripción
Plantas pequeñas que producen unas inflorescencias con unas flores blancas, relativamente grandes en comparación con el resto de la planta.

## Taxonomía
El género fue descrito por James Bateman y publicado en Botanical Museum Leaflets 23: 159. 1972.
Etimología
Amesiella: nombre genérico que está otorgado en honor de Oakes Ames, botánico estadounidense de 1900).

## Especies deAmesiella
- Amesiella minor  Senghas (1999)
- Amesiella monticola  Cootes & D.P.Banks (1998) antiguo clon de A. philippinensis, que ahora se considera como especie independiente, se encuentra en Nueva Vizcaya en Luzón central, en alturas entre 1800 y 2200 m s. n. m. Por lo que se desarrolla en clima frío.)
- Amesiella philippinensis  (Ames) Garay (1972